# Championnat d'Irlande de football 2001-2002
Navigation
Édition précédente Édition suivante
Le Championnat d'Irlande de football en 2001-2002. Shelbourne FC remporte le titre de champion.
St. Patrick's Athletic FC termine troisième mais avec 15 points de pénalité. Ils perdent donc le championnat pour avoir fait mis sur la feuille de matches des joueurs qui n’étaient pas régulièrement licenciés auprès de la fédération.
À la fin de la saison la premier Division est réduite à 10 clubs. Il y a donc trois descentes en First Division et une seule montée en Premier. Descendent en First Division Dundalk FC, Galway United et Monaghan United et monte en Premier Division Drogheda United. 
Dans le match de promotion/relégation Longford Town a battu Finn Harps 6 tab à 5 après les matchs aller-retour (1-0 puis 2-3) et gagné ainsi le droit de rester en Premier Division.
En First Division le club de St. Francis disparaît. Il n’est pas remplacé. La division regroupe donc 9 clubs uniquement. De son côté Home Farm FC change une dernière fois de nom et devient Dublin City FC. C'est son dernier changement de nom avant sa disparition complète quelques années plus tard.

## Les 21 clubs participants
| Premier Division - Bohemians FC - Bray Wanderers - Cork City FC - Derry City FC - UC Dublin - Dundalk FC - Galway United - Longford Town - Monaghan United - St. Patrick's Athletic FC - Shamrock Rovers - Shelbourne FC | First Division - Athlone Town - Cobh Ramblers FC - Drogheda United - Finn Harps - Dublin City FC - Kilkenny City AFC - Limerick FC - Sligo Rovers - Waterford United |

## Classement

### Premier Division
| Place | Club                       | Points | Victoires | Nuls | Défaites | Buts pour | Buts contre | Différence |
| ----- | -------------------------- | ------ | --------- | ---- | -------- | --------- | ----------- | ---------- |
| 1er   | Shelbourne FC              | 63     | 19        | 6    | 8        | 50        | 28          | +22        |
| 2e    | Shamrock Rovers            | 57     | 17        | 6    | 10       | 54        | 32          | +22        |
| 3e    | St. Patrick's Athletic FC* | 53     | 20        | 8    | 5        | 59        | 29          | +30        |
| 4e    | Bohemians FC               | 52     | 14        | 10   | 9        | 57        | 32          | +25        |
| 5e    | Derry City FC              | 51     | 14        | 9    | 10       | 42        | 30          | +12        |
| 6e    | Cork City FC               | 49     | 14        | 7    | 12       | 48        | 39          | +9         |
| 7e    | UC Dublin                  | 48     | 12        | 12   | 9        | 40        | 39          | +1         |
| 8e    | Bray Wanderers             | 46     | 12        | 10   | 11       | 54        | 45          | +9         |
| 9e    | Longford Town              | 40     | 10        | 10   | 13       | 41        | 51          | -10        |
| 10e   | Dundalk FC                 | 39     | 9         | 12   | 12       | 37        | 46          | -9         |
| 11e   | Galway United              | 19     | 5         | 4    | 24       | 28        | 73          | -45        |
| 12e   | Monaghan United            | 12     | 2         | 6    | 25       | 19        | 85          | -66        |

(*) 15 points de pénalités

### First Division
| Place | Club              | Points | Victoires | Nuls | Défaites | Buts pour | Buts contre | Différence |
| ----- | ----------------- | ------ | --------- | ---- | -------- | --------- | ----------- | ---------- |
| 1er   | Drogheda United   | 58     | 14        | 16   | 2        | 53        | 28          | +25        |
| 2e    | Finn Harps        | 54     | 15        | 19   | 8        | 51        | 47          | +4         |
| 3e    | Dublin City FC    | 53     | 15        | 8    | 9        | 55        | 46          | +9         |
| 4e    | Waterford United* | 48     | 13        | 12   | 7        | 47        | 35          | +12        |
| 5e    | Kilkenny City AFC | 45     | 16        | 13   | 7        | 56        | 30          | +26        |
| 6e    | Sligo Rovers      | 33     | 8         | 9    | 15       | 35        | 48          | -13        |
| 7e    | Athlone Town      | 32     | 7         | 11   | 14       | 40        | 53          | -13        |
| 8e    | Cobh Ramblers FC  | 31     | 8         | 7    | 17       | 32        | 42          | -10        |
| 9e    | Limerick FC       | 31     | 8         | 7    | 17       | 32        | 54          | -22        |

(*) Trois points de pénalité

## Source
- (en) Alex Graham, Football in the Republic of Ireland : a Statistical Record 1921–2005, Soccer Books Ltd, novembre 2005, 142 p. (ISBN 978-1862231351).